# Грини (концентрационный лагерь)
Гри́ни (норв. Grini) — нацистский концентрационный лагерь в Норвегии, подчинявшийся отделению Зипо в Осло. Действовал с 12 июня 1941 по 8 мая 1945 года.
Лагерь был создан 12 июня 1941 года к юго-западу от Осло. Располагался в здании женской тюрьмы, построенной в 1940 году. Первыми его узниками стали 115 заключённых, переведённых в него из Онебю. Всего за время существования лагеря через него прошло 19 247 заключённых. Помимо норвежских и иностранных политических заключённых, в Грини содержались также и преступники, проходившие по уголовным статьям: мошенники, спекулянты.
С 5 ноября 1942 по 23 сентября 1944 года в Грини действовало отделение для смертников и осуждённых на каторжные работы. Оно представляло собой большое помещение, получившее название «Парашют» (норв. Fallskjermen). Осуждённых на каторгу, как правило, в течение двух месяцев после прибытия отправляли в Германию. 23 сентября 1944 года «Парашют» был передан женскому отделению лагеря, а заключённые переведены в «Haft» — изолятор Грини.
После войны Грини был передан в подчинение тюремному ведомству и до 1951 года функционировал под названием тюрьмы Илебу как место содержания предателей родины. В настоящее время там действует тюрьма Ила, рассчитанная на 130 мест. В 2012 году норвежский суд приговорил известного террориста Андерса Брейвика к отбыванию здесь 21-летнего срока за теракт на о. Утёйа.

## Отделения лагеря
Грини являлся центральным лагерем для целого ряда отделений. Первое такое отделение было создано уже летом 1941 года. Большинство из них действовало в Эстланне, но были также и Трёнделаге (Фаннрем) и Нур-Норге (Квенанген и Бардуфосс). Последнее отделение было открыто на ипподроме в Момаркене 13 марта 1945 года.
Лагерь в Фаннреме (Оркдал) был создан как отделение Грини в октябре 1944 года и просуществовал до конца войны. На 23 января 1945 года в нём насчитывалось 203 заключённых. Они жили в военных казармах по 6—20 человек в каждом помещении. Их использовали на Оркдалской железной дороге для переделки её в ширококолейную. Охрану заключённых осуществляли штурмовые отряды. Режим в Фаннреме первое время был достаточно жёстким. Заключённых держали в полной изоляции и принуждали к тяжёлым работам. Однако рацион тут не был столь же скудным, как в Грини. С декабря 1944 года заключённые получили возможность вступать в контакт с местным населением.
Отделение в Бардуфоссе было создано в начале марта 1944 года, когда туда были переведены 400 заключённых. Примерно 300 из них прибыли из Грини, остальные из Фальстада. Переводы из Грини имели место и позднее. Таким образом, число заключённых в Бардуфосском лагере возросло до 800 человек. Лагерь действовал до конца войны, и к её окончанию в нём находилось около 550 заключённых. Его узникам приходилось работать в течение 12—13 часов в день при скудным питании. Их труд использовался для работ на местном аэродроме.
Самое северное отделение Грини располагалось в Северном Тромсе в Квенангене и состояло фактически из двух лагерей — Вейдаль и Баддерен. При создании этих лагерей в начале августа 1942 года в них переместили заключённых из лагеря Грини и евреев из Фальстада. Общее их количество составляло примерно 400 человек. Охрану лагеря несли солдаты вермахта, а работы велись под надзором работников организации Тодта. Узники использовались здесь на строительстве 6-километровых противоснежных заграждений вдоль шоссе. Отделение Красного креста, расположенное в Тромсё, снабжало их одеждой и продовольствием. Кроме того, они получали посылки от своих родственников. 11 ноября 1942 года заключённые были разосланы по своим лагерям, из которых ранее прибыли.